# Ghiacciaio Darwin
Il ghiacciaio Darwin è un ampio ghiacciaio lungo circa 110 km situato nella regione meridionale della Terra di Oates, nell'Antartide orientale. Il ghiacciaio, il cui punto più alto si trova a circa 1700 m s.l.m., si trova sulla costa di Hillary e ha origine dal versante orientale del nevaio Darwin, da cui fluisce dapprima verso est-sud-est per poi virare verso nord, separando i monti Cook, a nord, dapprima dai monti Darwin e poi dalla dorsale Britannia, a sud, fino ad andare ad alimentare la barriera di Ross.

Lungo il suo percorso il flusso del Darwin è arricchito da quello di diversi altri ghiacciai suoi tributari, i maggiori dei quali sono l'Hatherton, da sud-ovest, l'Alley e il Gaussiran, da sud, e il McCleary, il Touchdown e il Diamond, da nord.

## Storia
La parte terminale del ghiacciaio Darwin fu avvistata e mappata durante la spedizione Discovery, condotta negli anni 1901-04 dal capitano Robert Falcon Scott, e il ghiacciaio fu battezzato da quest'ultimo in onore di Leonard Darwin, presidente della Royal Geographical Society nonché figlio di Charles Darwin. L'intera formazione è stata poi mappata da membri dello United States Geological Survey (USGS) grazie a fotografie aeree scattate dalla marina militare statunitense (USN) nel periodo 1960-62.

## Mappe
Di seguito una serie di mappe in scala 1:250 000 realizzate dallo USGS:

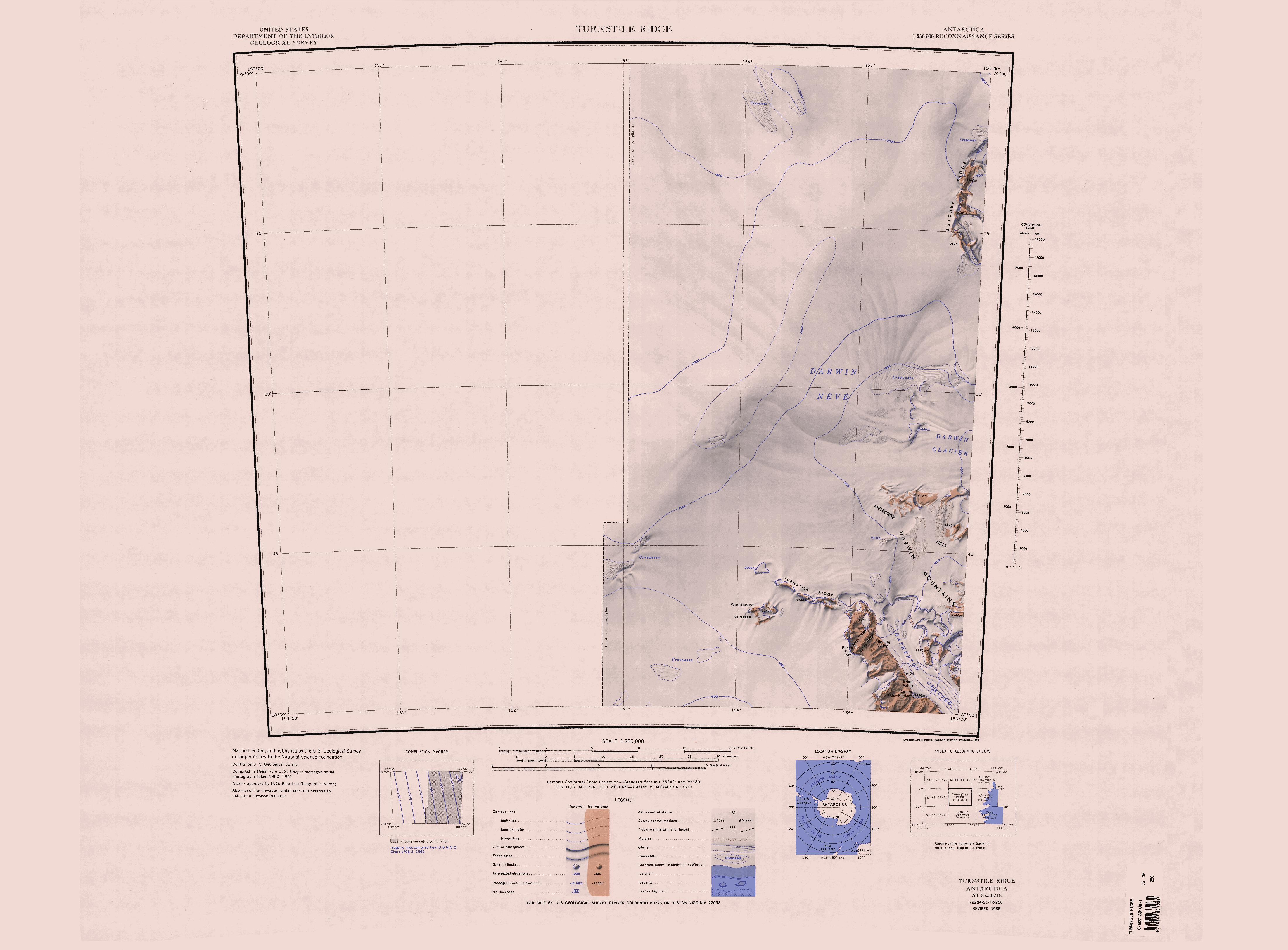
Nella parte orientale di questa mappa si può vedere il tratto iniziale del Darwin.
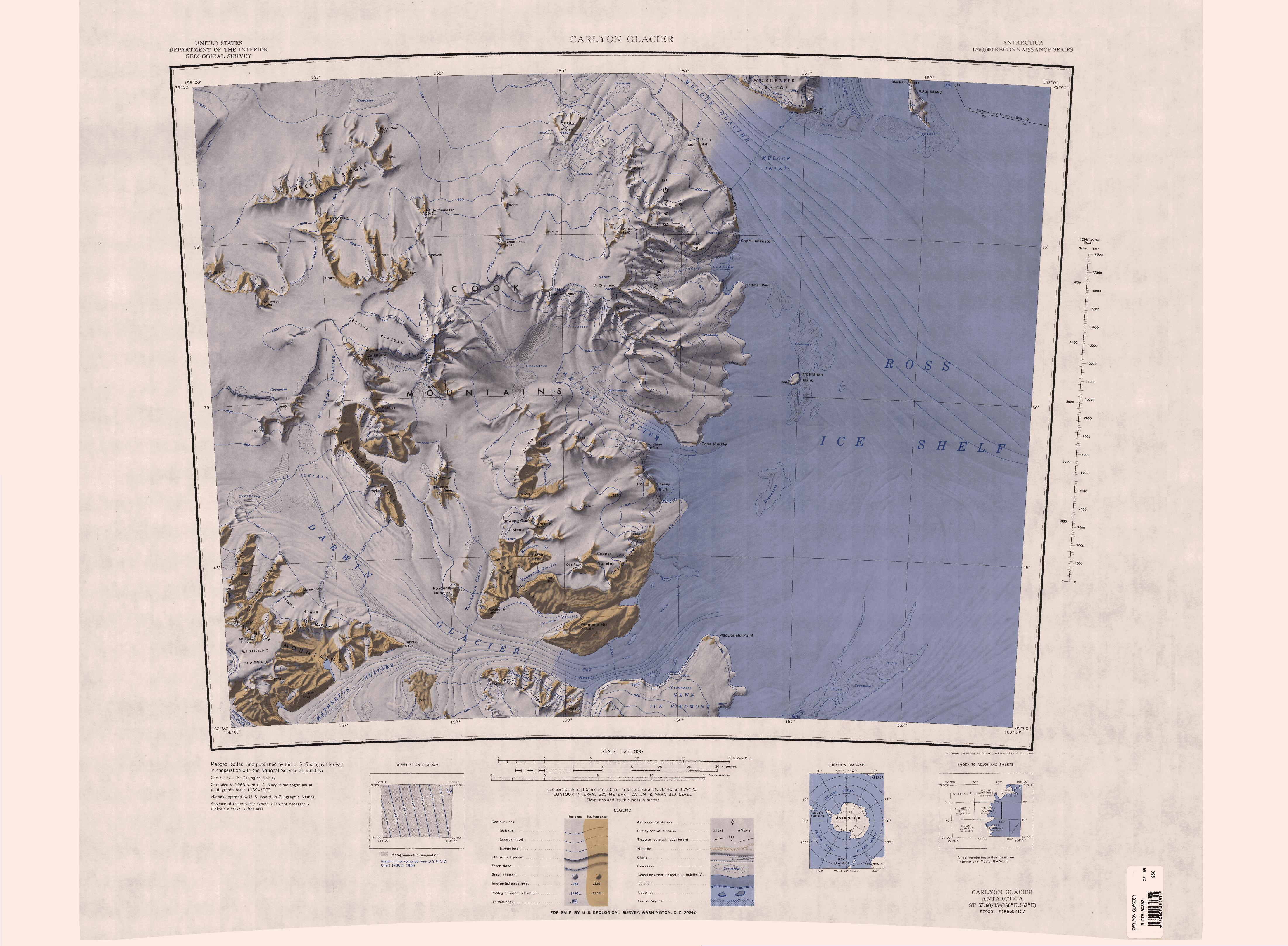
Nella parte sud-occidentale di questa mappa è possibile vedere la parte terminale del flusso del ghiacciaio Darwin.